# Joey Kramer
Joseph Michael "Joey" Kramer (Bronx, New York, 1950. június 20. –) amerikai dobos, aki az Aerosmith rockegyüttes tagjaként vált ismertté. Az energikus játékáról ismert dobos közismert pillanatai közé tartozik, amikor a szólói alatt a könyökét és a homlokát is használni szokta. A Celebrity Networth portál megállapítása szerint vagyona 100 millió dollár, mely révén a világ 9. leggazdagabb dobosának számít.

## Életrajz

### Korai évek
Apja Mickey Kramer ügynök volt, de sorkatonaként részt vett a Normandiai partraszállásban is, míg anyja Doris Schwartz nővérként dolgozott a hadseregben. Négyéves korában három húgával és a szüleivel egyetemben Yonkersbe költöztek. Az általános iskolát a yonkersi Walt Whitmanben járta ki, ahol ideje nagy részét fiatalkorú bűnözőkkel töltötte.  14 éves koráig az autók érdekelték, majd a Beatles felbukkanásával a zenélés iránt kezdett el érdeklődni. Elmondása szerint azért választotta a dobokat, mert az apja sok esetben megverte, és így levezethette a rettegésből eredő feszültségeit: „Teljesen érthetőnek tűnik miért a dobokat választottam. A rettegésből eredő feszültséget valahogy le kellett vezetnem. A dobolás lehetőséget adott rá, hogy valamely kézenfekvő formában kiadjam a dühömet. Apámat nem üthettem meg, a dobokat viszont annál inkább, és nekem átkozottul nagy szükségem volt valami ilyesmire.” Az első dobcucca egy Ludwig márkájú, 85 dolláros felszerelés volt, mely pergődobból, lábdobból, és tamból állt. A szülei támogatták zenei törekvéseit, bár az anyja többször is megtiltotta számára a gyakorlást, amikor ő is otthon tartózkodott. Eleinte a Beatles, a Dave Clark Five és a The Kinks lemezeire kezdett el gyakorolni, majd belépett első zenekarába a Dynamicsbe. Az együttműködés nem tartott sokáig, így hamar átigazolt a Medallions zenekarba, ahol The Ventures, Jan and Dean, The Beach Boys, és The Surfaris dalokat adtak elő. Gimis korában a King Bees együttesben dobolt, ahol Animals és Kinks számok is a koncertprogram részét képezték. A King Bees feloszlása után a Strawberry Ripple nevű trióban folytatta a zenélést, majd tizedik osztályos korában Eastchesterbe költözött a családjával. Az iskolai hiányzásai miatt évet kellett ismételnie, melyet már a New Rochelle magániskolában kezdett meg. Kramer 1969 júniusában érettségizett le, a New Rochelle-i Thornton Donovan gimnáziumban.
Ezt követően olyan előadok koncertjeit látta, mint a The Who, a The Allman Brothers Band, vagy Johnny Winter, melyek még inkább arra ösztönözték, hogy profi muzsikus legyen. A Woodstock-i és a Newporti Jazz Fesztiválon, nagy hatást gyakorolt rá a Led Zeppelin, a Jethro Tull és Jeff Beck előadása, dobosként pedig Clive Bunker (Jethro Tull) és Mitch Michell (Jimi Hendrix) játékstílusa nyűgözte le. 1969 őszén beiratkozott a Bostonban található Chamberlain College főiskolára, de mivel több diáktársával egyetemben sztrájkolni kezdtek, kirúgták az intézményből. Ezt követően drogkereskedéssel foglalkozott, majd egy felhőkarcolóban kapott állást, ahol heti 56 dollárért egy másológépnél dolgozott. Itt ismerkedett meg egy Unique Four nevű énekeskvartettel, melyet egy hattagú zenekar a Turnpikes kísért a koncerteken. Kramer csatlakozott a formációhoz, amelynek a James Brown, Kool & the Gang, Persuasions hatású, vad ritmusú fekete zenéje egy új szemlélettel és játékstílussal ismertette meg a dobost.
1970 nyarán hepatitis fertőzése miatt 13 hétig betegeskedett, majd beiratkozott a bostoni Berklee zeneművészeti főiskolára. Itt napi hat órát gyakorolt egy gitáros és egy szaxofonos társaságában, de három hét után elhagyta az iskolát. Döntése hátterében az állt, hogy vibrafonon is szeretett volna tanulni, de nem volt rá mód. Ezenkívül, autodidakta lévén úgy tartotta a dobverőt, mint a rockzenészek, az iskolában viszont a klasszikus fogást próbálták ráerőltetni.

### Aerosmith
1970 őszén értesült róla, hogy egy korábbi ismerőse Ray Tabano visszatért Bostonba. Tabano beajánlotta egy akkor formálódó zenekarba, melyet a későbbi Aerosmith két tagja Joe Perry és Tom Hamilton alkotott. Egy billentyűssel kiegészülve próbálni kezdett velük, de végül nem tartotta túl ígéretesnek az együttműködést. Pár nap múlva Perry felhívta, hogy már egy énekest is találtak Steven Tyler személyében. Kramer egy iskolába járt Tylerrel, és mindig is az volt a vágya, hogy egy zenekarban játsszon vele, mivel az énekes akkori zenekarai révén helyi sztárnak számított. Kramer így már elfogadta az ajánlatot és Ray Tabano csatlakozásával megalakult az Aerosmith. Az első próbák nem mentek zökkenőmentesen Kramer számára, mivel gyakran kiesett a ritmusból. Hajlamos volt a felgyorsulásra különösen a szólók után. Mivel Steven Tyler is dobolt korábban, sok mindent ő mutatott meg Kramernek, például hogy hogyan kell a nyitott és a zárt lábcint variálni. Tyler gyakorlott dobosként gyakran megsértette Kramert, melyről később így nyilatkozott a dobos:„Steven Tyler pokollá tette az életem. Egyfolytában csesztetett. Nem voltam ugyan híján a tehetségnek, de ő más játékstílusban gondolkodott, mint én. Nekem Mitch Mitchell volt a példaképem, neki John Bonham. Látta ugyan, hogy imádok dobolni, de úgy gondolta, hogy hiányzik belőlem a szorgalom ahhoz, hogy olyan jó dobossá váljak, mint amilyen ő volt. Számtalanszor előfordult, hogy koncertre menet a kocsi hátuljában ülve végig kellett hallgatnom tőle, mennyire szar vagyok, és mennyire össze kéne kapnom magam. Nagyon értett hozzá, hogyan kell a másikat szavakkal megbántani, de hát sajnos ilyen volt a személyisége. Steven egy személyben volt a tanárom, barátom, ellenségem, haverom, segítőm, és gyötrelmeim okozója.”

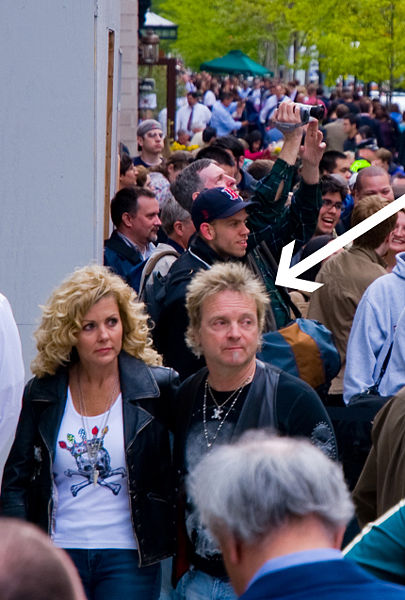
Joey Kramer felesége társaságában.

Az együttes korai szakaszában Kramer intézte a pénzügyeket, így ő beszélt a szervezőkkel, vette fel a pénzt a koncertek után, kifizette a járulékos költségeket, majd a maradékot kiosztotta a zenekar öt tagja között. Dalszerzőként először a Get Your Wings album záródalában a Pandora's Boxban szerepelt, de a későbbiekben is hozzájárult egy-egy dal megírásához. 1977-ben 220 km/h-s sebességgel Ferrarijaval nekicsapódott egy korlátnak, miután elaludt a jármű felett. A feje nekivágódott a szélvédőnek, melyre hét öltést kapott, az ablak üvege pedig felsebzett egy artériát. Az autójában 19 ezer dolláros kár keletkezett. 1979-ben az együttesen belüli feszültségek következtében Joe Perry, majd Brad Whitford is elhagyta a zenekart, Kramer viszont sosem lépett ki az együttesből. Perry a Joe Perry Project nevű zenekarát, eredetileg Kramerrel képzelte el, de a dobos kikötötte, hogy csak akkor csatlakozik ha megszerzi basszusgitárosnak Dave Hulltt. Később azonban meggondolta magát és visszautasította Perry ajánlatát. Az Aerosmith inaktív időszakában tervbe vette egy Renegade nevű együttes létrehozását, melyet Tom Hamilton, és Jimmy Crespo Aerosmith tagok mellett, Bobby Mayo és Raymond Marge alkotott. A New Yorkban található SIR stúdióban felvettek hét számot, ezek azonban nem kerültek kiadásra, és a projekt ötlete is hamar megsemmisült.
1983 februárjában és az év utolsó napján, rövid betegsége miatt Bobby Rondinelli (Quiet Riot, Rainbow, Black Sabbath, Blue Öyster Cult) helyettesítette a koncerteken. 1983 végén anyagi gondjai miatt kénytelen volt elkölteni az élet és nyugdíjbiztosításait, majd eladta a házait, sportautóit, és kölcsönökből élt. 1986 novemberében leégett a háza, majd az együttes többi tagjához hasonlóan kezeltetni kezdte drog és alkoholfüggőségét. A zenekar és a menedzser Tim Collins közölte vele, hogy csak akkor mehet a következő turnéra, ha addig sikerül leszoknia. Kramer egyéni majd csoportterápiára járt, így sikerült leszoknia bő másfél évtizedes alkohol és drogfüggőségéről. Az 1987-ben megjelent Permanent Vacation album révén az Aerosmith visszaszerezte '70-es évekbeli pozícióját, mely révén Kramer anyagi helyzete és magánélete is rendeződött. 1996 augusztusában és szeptemberében a Nine Lives album kezdeti felvételeinél, Steve Ferrone helyettesítette, aki Chaka Kan és Eric Clapton mellett is megfordult már pályája során. Kramer ekkoriban betegsége, és az elhunyt édesapja miatti gyász miatt nem tudott együtt dolgozni az együttessel. 1998 júliusában a Nine Lives turnét félbe kellett szakítania az együttesnek, Kramer harmadfokú égési sérülései miatt. Kramernek az egyik Ferrarija robbant fel tankolás közben. 2002-ben és 2005-ben is vállsérülése miatt helyettesítette a fia Jesse (Jessey) Sky Kramer.
2009. június 30-án megjelent egy Hit Hard: A Story of Hitting Rock Bottom at the Top című önéletrajzi könyve, melyben a zenei karrierje mellett a depresszió elleni küzdelmeiről is részletesen ír. Kramer szerepelt A Simpson család The Ned-Liest Catch című epizódjában, ahol Mrs. Krabappel tanár partnerét alakította.

## Magánélete
1978-ban ismerkedett meg későbbi feleségével April Kramerrel. 1979-ben New Rochelle-ben házasodtak össze és 1981-ben született egy gyerekük is akit Jesse Kramernek neveztek el.
2009-ben újra megházasodott, miután elvette Linda nevű barátnőjét. Jelenleg a Texas államban található Austinban laknak. A dobolás mellett a sportautók gyűjtése a másik szenvedélye, gyakran látható kedvenc autójában egy Lamborghini Murcielago 640LP-ben is. Ezenkívül partnerként csatlakozott a Corvette Mike New England elnevezésű speciális autó márkakereskedéshez is.

## Stílus, felszerelés

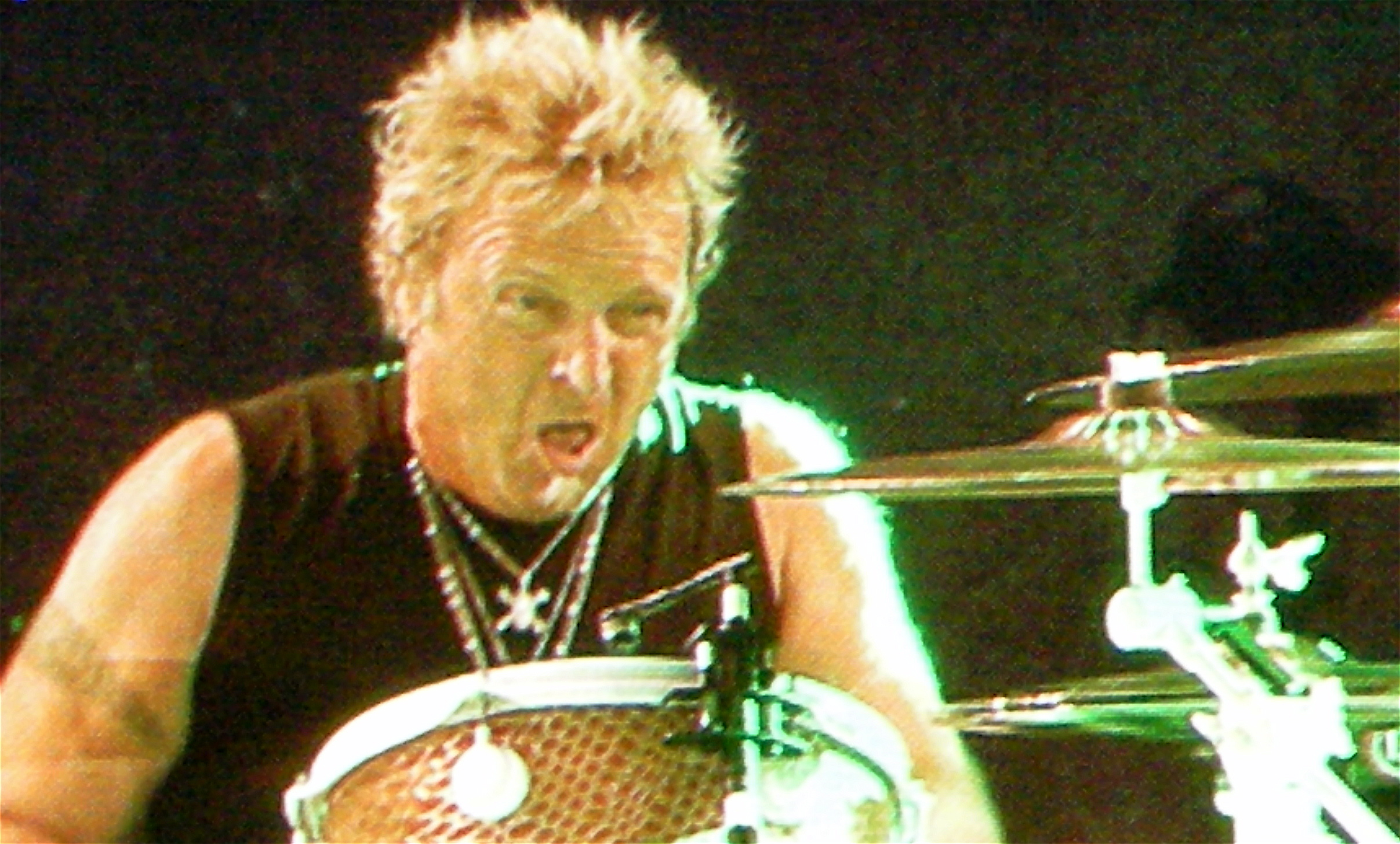
Joey Kramer egy 2009-es koncerten.

Kramer stílusára többek között olyan dobosok hatottak, mint Mitch Mitchell, Clive Bunker, John Bonham vagy Keith Moon. 
Kezdetben Steven Tyler az Aerosmith énekesétől tanult meg sok mindent, majd rendszeres gyakorlása révén rengeteget fejlődött, és ma már az egyik legnagyobb rock dobosként szokás emlegetni. Stílusában a visszafogott és érzelmi játékot keveri a technikás és virtuóz megoldásokkal. Aprólékosan kidolgozott témái és szilárd groovejai ugyanúgy hozzájárultak az Aerosmith hangzás kialakításához, mint Steven Tyler hangja vagy Joe Perry gitárjátéka.
Joey Kramer Zildjian cintányérokat, Ludwig dobokat, és Remo fejeket használ.
Dobok:
A Joey Kramer Signature dobok Orange Sparkle lakkal és White Powder-Coated hardverrel vannak ellátva.
- 14 X 24 Bass drum
- 9 X 13 Tom
- 16 X 16 Floor tom
- 16 X 18 Floor tom
- 6.5 X 14 Joey Kramer Signature pergő dob

Cintányérok:
- 14 A New Beat Hi-hats
- 20 A Custom Projection Crash
- 19 A Custom Projection Crash
- 21 Z Custom Mega Bell Ride
- 20 A Medium Thin Crash
- 15 A New Beat Hi-hats
- 20 A Custom Projection Crash
- 19 K Custom Hybrid China

Ütők:
- Joey Kramer Artist Series (hossza : 16 1/4" | átmérő : 0.550")

Fejek:
Remo drumheads.

## Aerosmith dalokban való részvétele
Azon Aerosmith dalok listája, amelyekben Joey Kramer is részt vett dalszerzőként.
1. Pandora's Box (Get Your Wings albumról)
2. Kings and Queens (Draw the Line albumról)
3. The Hand That Feeds (Draw the Line albumról)
4. The Hop from (Done With Mirrors albumról)
5. The Movie from (Permanent Vacation albumról)
6. Beautiful (Music from Another Dimension! albumról)
7. Lover Alot (Music from Another Dimension! albumról)
8. Can't Stop Lovin' You (Music from Another Dimension! albumról)
9. Closer (Music from Another Dimension! albumról)

## Diszkográfia
- Aerosmith (1973)
- Get Your Wings (1974)
- Toys in the Attic (1975)
- Rocks 1976)
- Draw the Line (1977)
- Night in the Ruts (1979)
- Rock in a Hard Place (1982)
- Done with Mirrors (1985)
- Permanent Vacation (1987)
- Pump (1989)
- Get a Grip (1993)
- Nine Lives (1997)
- Just Push Play (2001)
- Honkin' on Bobo (2004)
- Music from Another Dimension! (2012)